# Gokkun
Gokkun (jap. ゴックン) – termin pochodzenia japońskiego, oznaczający praktykę seksualną, w której osoba konsumuje spermę jednego lub wielu mężczyzn. Źródłem spermy może być m.in. ejakulacja w wyniku fellatio lub bukkake.

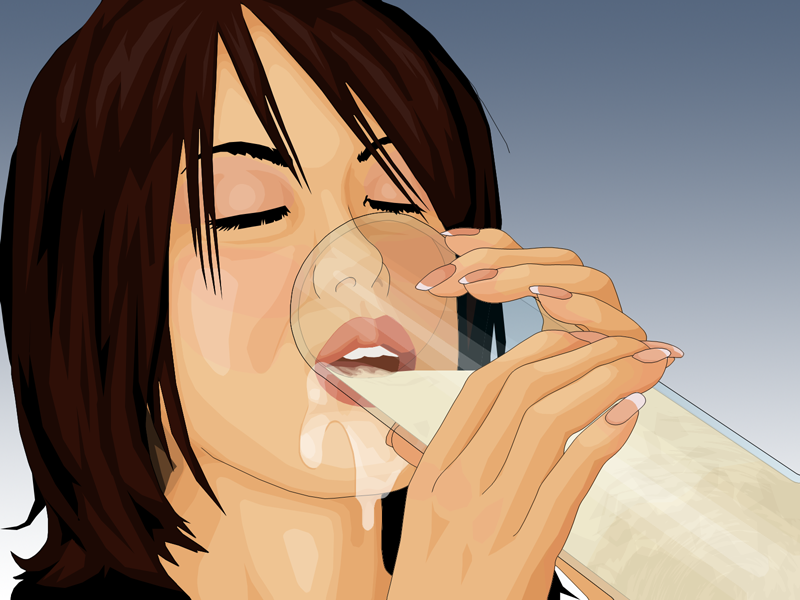
Kobieta wypija spermę ze szklanki

Samo słowo gokkun jest onomatopeją w języku japońskim odnoszącą się do dźwięku wydawanego przy połykaniu.